# Interactive Advertising Bureau

Logo des Interactive Advertising Bureau

Das Interactive Advertising Bureau (IAB) ist ein internationaler Wirtschaftsverband der Onlinewerbebranche. Die Organisation vertritt nach eigenen Angaben die Interessen von Unternehmen der digitalen Werbe- und Medienindustrie, sorge für Vereinheitlichungen und Standardisierungen und diene damit der Verbesserung der Nutzung digitaler Werbekanäle für Werbekunden. Zum Beispiel gibt sie das Transparency and Consent Framework für Consent Management Platforms heraus.
Die Organisation mit Sitz in New York City wurde 1996 gegründet. Stand 2017 sind nach eigenen Angaben 42 internationale Sub-Organisationen unter dem Dach der IAB organisiert. In Deutschland ist der Online Vermarkter Kreis (OVK) im Bundesverband Digitale Wirtschaft die Vertretung im IAB Europe.
Der Werbeverband entwickelt und betreibt den technischen Standard "Transparency and Consent Framework" (TCF) zum Einholen von Einwilligungen zur Datenschutz-Grundverordnung oder der ePrivacy-Richtlinie durch die Werbewirtschaft im Internet. Anfang Februar 2022 wurde dieses Vorgehen von der belgischen Datenschutzbehörde Autorité de protection des données (APD) für rechtswidrig erklärt, und das europäische IAB wurde verpflichtet, die mit Hilfe von Einwilligungsbannern und Cookies gesammelten personenbezogenen Daten zu löschen und eine Strafe von einer Viertelmillion Euro zu zahlen. Der Werbeverband widersprach umgehend der Darstellung der Datenschutzbehörde.

## Weiterführende Links
- Website
- iabeurope.eu